# Dubbelbrytning

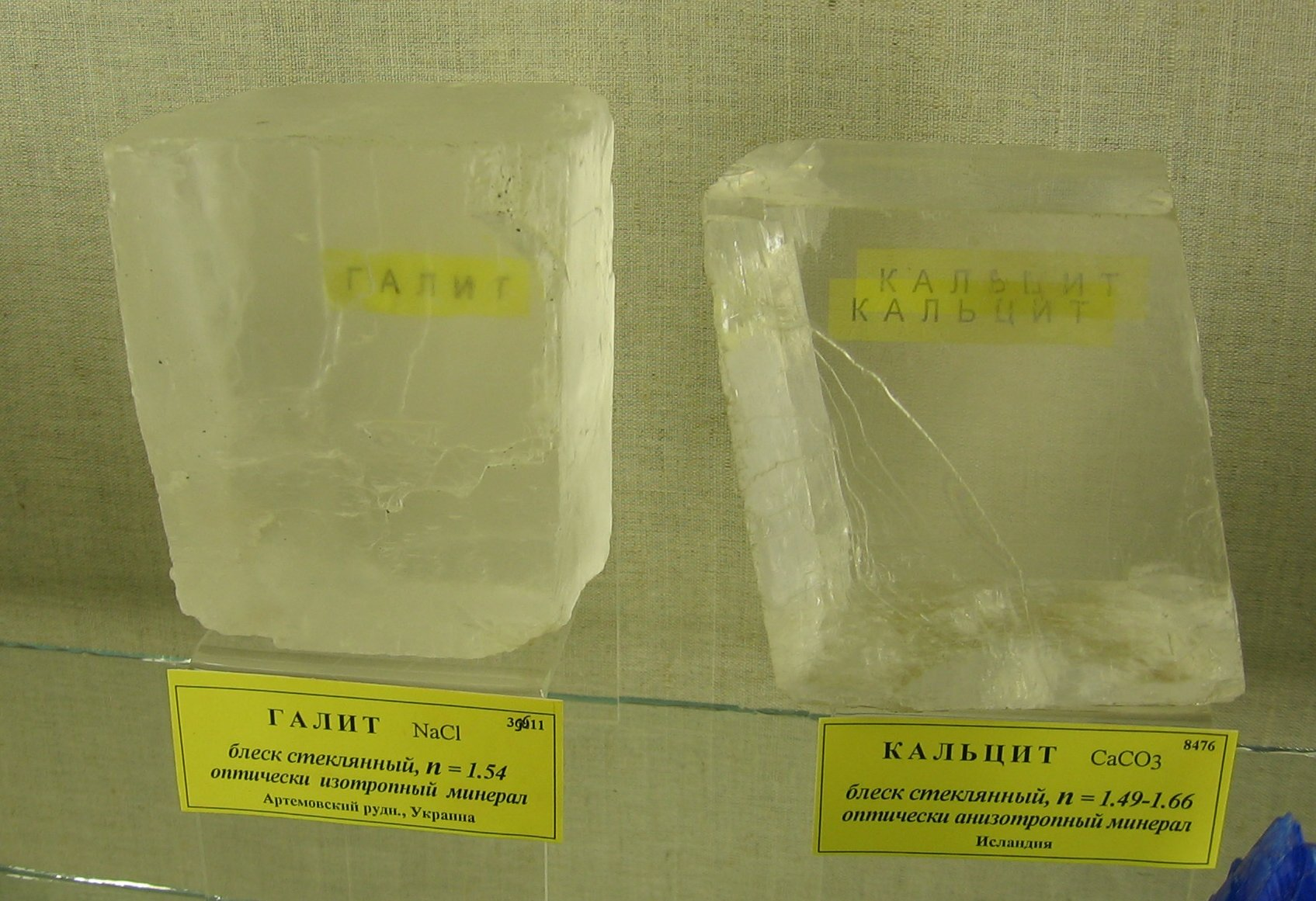
Halit och kalcit; kalcitkristallen är dubbelbrytande.

Dubbelbrytning är ett optiskt fenomen som gör att man kan se dubbelt genom vissa (anisotropa) kristaller.
Då en ljusstråle tränger in i kristalliserade kroppar, som inte tillhör det reguljära systemet (se kristallografi), blir den i allmänhet uppdelad i två strålar, som fortsätter i olika riktningar. Särskilt tydligt framträder denna dubbelbrytning, om man lägger en kalkspatkristall över en svart punkt på ett vitt papper och betraktar detta rakt uppifrån genom kristallen. Man ser nämligen då en dubbelbild av punkten. Om kristallen vrides kring en genom den svarta punkten gående, mot kristallens yta vinkelrät linje, så förblir den ena bilden i samma läge, medan den andra flyttar sig i en cirkel omkring den första. Den ena av de båda strålar, i vilka den i en dubbelbrytande kristall ingående strålen uppdelas, följer de vanliga brytningslagarna och sägs därför vara ordinärt bruten. Detta är däremot inte förhållandet med den andra strålen, den extraordinärt brutna. Denna ligger alltid i ett plan, som är parallellt med kristallens huvudsnitt (det vill säga ett plan, som är vinkelrätt mot en av kristallens ytor och går genom dess huvudaxel). 
Om man genom en kalkspatkristall betraktar en svart punkt på ett vitt papper och därvid håller kristallen på något avstånd från papperet samt i en sådan ställning, att huvudaxeln blir parallell med sammanbindningslinjen mellan ögat och den svarta punkten, så blir även den infallande ljusstrålen parallell med huvudaxeln, och man ser endast en bild av punkten. Men vrider man kristallen så, att den infallande strålen bildar vinkel med huvudaxeln, så uppkommer dubbelbrytning, och avståndet mellan de båda bilderna blir större, ju större vinkel den infallande strålen bildar med huvudaxeln. Den extraordinära strålens brytningsförhållande är således beroende av nyssnämnda vinkels storlek. Är den extraordinära strålens brytningsförhållande större än den ordinäras, sägs kristallen vara positivt dubbelbrytande, i annat fall negativt.
Kristaller som liknar kalkspaten på så sätt att det endast finnes en enda riktning, i vilken en ljusstråle kan genomgå dem utan dubbelbrytning, kallas optiskt enaxliga och tillhör de kvadratiska och hexagonala kristallsystemen. Sådana kristaller är turmalin, apatit, smaragd, beryll, safir, ametist och bergkristall med flera. De kristaller, som har två riktningar, längs vilka en ljusstråle kan genomgå dem utan dubbelbrytning, kallas optiskt tvåaxliga. Till dem hör glimmer, gips, järnvitriol, borax, tungspat och topas. Ett särskilt slag av dubbelbrytning, som förekommer vid optiskt tvåaxliga kristaller, är den så kallade koniska brytningen. Även glas under starkt tryck eller efter hastig avkylning verkar dubbelbrytande. I ett elektriskt fält blir oledare, såsom kolsvavla, terpentin och så vidare, dubbelbrytande (Kerrs fenomen). 
Dubbelbrytningen upptäcktes 1669 av den danske fysikern Rasmus Bartholin i kalcit. Den förklaras genom att de plana karbonatjonerna i CaCO3 alla ligger i samma orientation, och att de har olika elektrisk polariserbarhet vinkelrätt på och i jonens plan, varför också ljusets hastighet blir olika i olika riktningar inom kristallen. 